# Tinamotis
Tinamotis är ett litet fågelsläkte i familjen tinamoer inom ordningen tinamofåglar. Släktet omfattar endast två arter som förekommer i Sydamerika från Peru till södra Argentina och Chile:
- Punatinamo (T. pentlandii)
- Patagonientinamo (T. ingoufi)